# Paranaudus micropterus
Paranaudus micropterus är en insektsart som beskrevs av Lucien Chopard 1952. Paranaudus micropterus ingår i släktet Paranaudus och familjen syrsor. Inga underarter finns listade i Catalogue of Life.